# GameRankings
GameRankings este un site care adună scoruri și recenzii din surse online și offline pentru a face o medie. Are peste 315.000 de articole despre mai mult de 15000 de jocuri.
GameRankings este deținut de CBS Interactive. Printre site-urile concurente se numără GameStats, Metacritic, MobyGames și TopTenReviews.
Site-ul a fost închis în decembrie 2019 și combinat cu site-ul similar Metacritic.